# Michael Oren
Pour les articles homonymes, voir Oren.
Michael B. Oren, né Michael Bornstein le 20 mai 1955 à Johnson City aux États-Unis, est un historien et diplomate israélien. Il a occupé de 2009 à 2013 le poste d'ambassadeur aux États-Unis. 
De 2015 à 2019, il est député. En tant qu'historien, il a publié des articles, des essais et des livres concernant l'histoire du Moyen-Orient (il est notamment l'auteur du best-seller La Guerre des Six Jours : juin 1967 et La Fabrication du Moyen Orient, qui a gagné le prix du livre historique de l'année du Los Angeles Times. C'est un collaborateur du journal The New Republic et du journal du Centre Shalem (Jérusalem), Azure.

## Jeunesse
Michael Oren est né Michael Bornstein à New York. Son père fut officier dans l'armée américaine, et vétéran de la Seconde Guerre Mondiale (il participa notamment au Jour J, en 1944) ainsi que de la guerre de Corée. Oren grandit dans le New Jersey au sein d'une famille de juifs conservateurs. À 15 ans, Oren fait son premier voyage en Israël, avec le mouvement Habonim Dror et travaille notamment au kibboutz Gan-Shmuel.
En 1977, Oren entre à l'université Columbia, où il étudie les affaires internationales. Il obtient son master en 1978. En 1979, Oren émigre en Israël, avant de retourner aux États-Unis pour y terminer ses études, à l'université de Princeton, où il obtient un Ph. D. d'histoire en 1986 avec une thèse sur le Proche-Orient.

## Service militaire
En 1979, Oren rejoint les forces de défense israéliennes. Il sert en tant que parachutiste durant la guerre du Liban (1982) mais son unité est victime d'une embuscade dès le 2e jour, où son commandant est tué et d'autres soldats blessés. Oren se marie au cours de l'été 1982 avant de retourner, le lendemain, sur le front.
Au cours de la guerre du Golfe, en 1991, il est officier de liaison pour l'armée de terre des États-Unis, et, au cours du conflit dans la bande de Gaza (2008), il est chargé de la relation avec les médias.

## Carrière d'ambassadeur
Le 3 mai 2009, Oren est désigné par Benyamin Netanyahou pour devenir le nouvel ambassadeur d'Israël aux États-Unis à la place de Sallai Meridor. Afin d'accepter le poste, il est obligé de renoncer à la nationalité américaine. Il y est fortement critiqué pour son rôle passé dans le conflit de la bande de Gaza.
En octobre 2009, Oren décline une invitation pour une conférence organisée par J Street, une organisation critiquée par le gouvernement israélien pour ses relations avec les Palestiniens.
Le 8 février 2010, alors qu'il prononce un discours à l'université de Californie à Irvine, Oren est interrompu par onze manifestants qui scandent : « Michael Oren, propagating murder is not an expression of free speech » (« Michael Oren, l'apologie du meurtre n'est pas une expression de la liberté de parole ») et « How many Palestinians did you kill? » (« Combien de Palestiniens as-tu tués ? »).
Concernant les relations entre Israël et l'Iran, Oren soutient l'action de Barack Obama.
En juillet 2013, Oren annonce qu'il va quitter son post d'ambassadeur aux États-Unis en automne. Lui succédera Ron Dermer (en), un conseiller de longue date de Netanyahu aussi d’origine américaine.

## Carrière politique
Il rejoint le parti Koulanou en février 2015 et devient député.

## Articles concernant le Moyen Orient
- Oren, Michael (2002). Six Days of War:June 1967 and the Making of the Modern Middle East. Presidio Press.  (ISBN 978-0-345-46192-6).
- Oren, Michael (2003). Reunion. New York: Plume.  (ISBN 978-1-931561-26-6).
- Oren, Michael (2007). Power, Faith, and Fantasy: The United States in the Middle East, 1776 to 2006. New York : W. W. Norton & Co.  (ISBN 978-0-393-33030-4).
- Hazony, David; Hazony, Yoram; and Oren, Michael B. (Eds.) (2007). New Essays on Zionism. Shalem Press.  (ISBN 978-965-7052-44-0).

Il est collaborateur du journal The New Republic dans lequel il commente l'activité politique actuelle.